# Zephyranthes filifolia
Zephyranthes filifolia là một loài thực vật có hoa trong họ Amaryllidaceae. Loài này được Herb. ex Kraenzl. miêu tả khoa học đầu tiên năm 1913.